# Kulimina Corona
Kulimina Corona est une corona, formation géologique en forme de couronne, située sur la planète Vénus par -27,8° S et 261,9° E. Elle est localisée dans le quadrangle d'Helen Planitia. Elle a été nommée en référence à Kulimina, déesse créatrice Arawakan (Brésil, Venezuela), elle créa la femme. 

## Géographie et géologie
Kulimina Corona couvre une surface circulaire d'environ 170 km de diamètre. 